# Astragalus brazoensis
Astragalus brazoensis là một loài thực vật có hoa trong họ Đậu. Loài này được Buckley miêu tả khoa học đầu tiên.